# Đuba
Pour les articles homonymes, voir Duba.
Đuba (en italien : Giubba) est une localité de Croatie située en Istrie, dans la municipalité d'Umag, dans le comitat d'Istrie. En 2001, la localité comptait 86 habitants.

## Démographie
| 1948 | 1953 | 1961 | 1971 | 1981 | 1991 | 2001 |
| ---- | ---- | ---- | ---- | ---- | ---- | ---- |
| 42   | 38   | 36   | 31   | 0    | 0    | 86   |